# Assemblea nazionale (Saint Kitts e Nevis)
L'Assemblea nazionale di Saint Kitts e Nevis (in inglese National Assembly of Saint Kitts and Nevis) ufficialmente, Assemblea nazionale della Federazione di Saint Kitts e Nevis o Assemblea nazionale della Federazione di Saint Cristoforo e Nevis (in inglese National Assembly of the Federation of Saint Kitts and Nevis, "National Assembly of the Federation of Saint Christoper and Nevis") è il parlamento monocamerale della Federazione di Saint Kitts e Nevis.

## Composizione
Il Parlamento dello Stato caraibico è composto da 14 o 15 membri (in base alle circostanze), aventi mandato quinquennale, di cui 11 (chiamati “Rappresentanti”) eletti con il sistema maggioritario a turno unico (in Inglese: First-past-the-post) in circoscrizioni elettorali uninominali, 3 o 4 (nel caso in cui il Procuratore Generale non ne faccia parte) nominati dal Governatore Generale di Saint Kitts e Nevis (chiamati “Senatori”), e un membro di diritto (o “ex-officio”), ovvero il Procuratore Generale del Paese.
Essi, fra le altre prerogative loro riservate, rappresentano il popolo e compongono il potere legislativo del paese, esercitato appunto dall’Assemblea, in base alla Costituzione di Saint Kitts e Nevis, elaborata nel 1983.